# Swiss und die Andern/Diskografie
Diese Diskografie ist eine Übersicht über die musikalischen Werke der deutschen Punk-Band Swiss und die Andern. Ihre erfolgreichste Veröffentlichung ist das sechste Studioalbum Erstmal zu Penny, das Rang eins der Albumcharts erreichte.

## Alben

### Studioalben
| Jahr | Titel Musiklabel                                               | Höchstplatzierung, Gesamtwochen, AuszeichnungChartsChartplatzierungen (Jahr, Titel, Musiklabel, Platzierungen, Wochen, Auszeichnungen, Anmerkungen) | Anmerkungen                           |
| Jahr | Titel Musiklabel                                               | DE | Anmerkungen                           |
| ---- | -------------------------------------------------------------- | --- | ------------------------------------- |
| 2015 | Große Freiheit Missglückte Welt/Soulfood                       | DE44 (1 Wo.)DE | Erstveröffentlichung: 9. Januar 2015  |
| 2016 | Missglückte Welt Missglückte Welt/Soulfood                     | DE28 (1 Wo.)DE | Erstveröffentlichung: 1. April 2016   |
| 2018 | Randalieren für die Liebe Missglückte Welt/Soulfood            | DE2 (1 Wo.)DE | Erstveröffentlichung: 24. August 2018 |
| 2020 | Saunaclub Missglückte Welt/Soulfood                            | DE4 (1 Wo.)DE | Erstveröffentlichung: 1. Mai 2020     |
| 2021 | Orphan Missglückte Welt/Soulfood                               | DE2 (1 Wo.)DE | Erstveröffentlichung: 5. Februar 2021 |
| 2023 | Erstmal zu Penny Missglückte Welt/Columbia                     | DE1 (1 Wo.)DE | Erstveröffentlichung: 19. Mai 2023    |
| 2024 | 10 Jahre Swiss + die Andern: Best of Missglückte Welt/Soulfood | DE2 (1 Wo.)DE | Erstveröffentlichung: 16. August 2024 |

### EPs
| Jahr | Titel                                                        | Höchstplatzierung, Gesamtwochen, AuszeichnungChartsChartplatzierungen (Jahr, Titel, Platzierungen, Wochen, Auszeichnungen, Anmerkungen) | Anmerkungen                              |
| Jahr | Titel                                                        | DE | Anmerkungen                              |
| ---- | ------------------------------------------------------------ | --- | ---------------------------------------- |
| 2014 | Schwarz Rot Braun Missglückte Welt                           | — | Erstveröffentlichung: 19. September 2014 |
| 2015 | Radikal EP Missglückte Welt                                  | — | Erstveröffentlichung: 2015               |
| 2017 | Wir gegen die Missglückte Welt                               | — | Erstveröffentlichung: 5. Mai 2017        |
| 2018 | Kill Your Darlings Missglückte Welt                          | — | Erstveröffentlichung: 23. August 2018    |
| 2020 | Herz auf St. Pauli Missglückte Welt                          | — | Erstveröffentlichung: 2020               |
| 2021 | Keine Gewalt ist auch keine Lösung Missglückte Welt/Columbia | DE50 (1 Wo.)DE | Erstveröffentlichung: 2021 mit Diggen    |

## Singles

### Als Leadmusiker
| Jahr | Titel Musiklabel                               | Anmerkungen                                                    |
| ---- | ---------------------------------------------- | -------------------------------------------------------------- |
| 2015 | Große Freiheit Missglückte Welt                |                                                                |
| 2015 | Gangster vom Asylheim Missglückte Welt         |                                                                |
| 2016 | Einz, einz, zwei Missglückte Welt              |                                                                |
| 2016 | Pogo Missglückte Welt                          |                                                                |
| 2016 | Ausgebombte Herzen Missglückte Welt            |                                                                |
| 2017 | Wir gegen die Missglückte Welt                 | mit Diggen                                                     |
| 2017 | Zickzackkind Missglückte Welt                  |                                                                |
| 2017 | Germanische Angst Missglückte Welt             |                                                                |
| 2017 | 1999 Missglückte Welt                          |                                                                |
| 2018 | Schwarze Flagge Missglückte Welt               |                                                                |
| 2018 | Kuhle Typen Missglückte Welt                   | mit Die Atzen                                                  |
| 2018 | Hassen oder Lieben Missglückte Welt            |                                                                |
| 2018 | Elbe Missglückte Welt                          |                                                                |
| 2019 | Heul doch Missglückte Welt                     | mit Ferris MC, SHOCKY, Tamas, SDP, Blokkmonsta und Crystal F   |
| 2020 | Nicht kommen sehen Missglückte Welt            |                                                                |
| 2020 | 10 kleine Punkah Missglückte Welt              | mit WIZO                                                       |
| 2020 | Lebe deinen Hass Missglückte Welt              |                                                                |
| 2021 | Orphan Missglückte Welt                        |                                                                |
| 2021 | So vermisst Missglückte Welt                   |                                                                |
| 2021 | Advent Advent ein Nazi brennt Missglückte Welt | mit Ferris MC, SHOCKY, Tamas, ZSK, Lord of the Lost und Diggen |
| 2023 | So bereuen Missglückte Welt                    |                                                                |
| 2023 | Erstmal zu Penny Missglückte Welt              |                                                                |
| 2023 | Urlaub bei Omi Missglückte Welt                |                                                                |
| 2023 | Gekündigt Missglückte Welt                     | mit Ferris                                                     |
| 2023 | Hier im Dreck Missglückte Welt                 | mit Crystal F                                                  |
| 2023 | Rausschmeisser Song Missglückte Welt           | mit SDP                                                        |
| 2023 | Nicht für ein Land Missglückte Welt            | mit Sammy Amara                                                |
| 2023 | Timm Thaler Missglückte Welt                   | mit Sebastian Krumbiegel                                       |

### Als Gastmusiker
| Jahr | Titel Musiklabel                              | Anmerkungen                                                                    |
| ---- | --------------------------------------------- | ------------------------------------------------------------------------------ |
| 2020 | Schwarz tot gold Napalm Records               | Erstveröffentlichung: 9. November 2020 mit Lord of the Lost                    |
| 2020 | No Paseran Ferryhouse Productions             | Erstveröffentlichung: 9. November 2020 mit Mal Élevé, ZSK, EsRap & JuJu Rogers |
| 2020 | Kein Talent Drakkar Entertainment             | mit ZSK                                                                        |
| 2020 | Lebe deinen Hass Ruffiction Productions       | mit Ruffiction                                                                 |
| 2020 | Bullenwagen Arising Empire                    | mit Ferris                                                                     |
| 2020 | Wir sterben alle Missglückte Welt             | mit Shocky und Ferris                                                          |
| 2020 | Mittelfinger Richtung Zukunft Universal Music | mit Saltatio Mortis und Henning Wehland                                        |

## Musikvideos
| Jahr | Titel                            | Regie             |
| ---- | -------------------------------- | ----------------- |
| 2014 | Schwarz Rot Braun                | Till Krücken      |
| 2014 | Finger zum MW                    | Lee Maas          |
| 2014 | Klatsche                         | Norton Mamusha    |
| 2014 | Schampus oder Bier               | Norton Mamusha    |
| 2014 | Vermisse dich                    |                   |
| 2014 | Intro                            |                   |
| 2014 | Gib mir hart                     |                   |
| 2015 | Asche zu Staub                   | Norton Mamusha    |
| 2015 | Große Freiheit                   |                   |
| 2015 | Gangster vom Asylheim            |                   |
| 2016 | Einz, einz, zwei                 |                   |
| 2016 | Die Nacht / Pogo                 |                   |
| 2016 | Ausgebombte Herzen               | Norton Mamusha    |
| 2016 | Morgenland                       | Der Dienstleister |
| 2017 | Wir gegen die!                   |                   |
| 2017 | Zickzackkind                     |                   |
| 2017 | Germanische Angst                | Martin Fischer    |
| 2017 | 1999                             | Martin Fischer    |
| 2018 | Schwarze Flagge                  |                   |
| 2018 | Kuhle Typen                      | Lee Maas          |
| 2018 | Hassen oder Lieben               |                   |
| 2018 | Elbe                             | Martin Fischer    |
| 2019 | Heul doch                        | Martin Fischer    |
| 2019 | Besteste Band / Regiern den Pogo | Martin Fischer    |
| 2019 | Nicht kommen sehen               |                   |
| 2020 | 10 kleine Punkah                 | Martin Fischer    |
| 2020 | Herz auf St. Pauli               |                   |
| 2020 | Alkohol                          |                   |
| 2021 | Orphan                           |                   |
| 2021 | So vermisst                      |                   |
| 2022 | So bereuen                       | Martin Fischer    |
| 2022 | Erstmal zu Penny                 |                   |
| 2022 | Urlaub bei Omi                   |                   |
| 2023 | Gekündigt                        |                   |
| 2023 | Rausschmeißer Song               | Martin Fischer    |
| 2023 | Nicht für ein Land               |                   |
| 2023 | Timm Thaler                      | Martin Fischer    |

## Statistik

### Chartauswertung
|                     | DE    |
| ------------------- | ----- |
| Nummer-eins-Alben   | DE1DE |
| Top-10-Alben        | DE5DE |
| Alben in den Charts | DE8DE |